# Алметевск
Алметевск (на руски: Альметьевск; на татарски: Әлмәт) е град в Русия, Република Татарстан, административен център на Алметевски район.
Разположен е по склоновете на Бугулминско-Белебеевското възвишение, на левия бряг на река Зай (приток на Кама), между Волга и Урал. Населението на града е 149 894 души (1 януари 2014), главно татари и руснаци.
Няма точни данни кога е основано селището, но се смята, че село Алметево вече е съществувало към 1720 г. Става районен център през 1930 г., получава статут на селище от градски тип на 25 март 1952 г. Град е от 3 ноември 1953 г.
Икономиката на Алметевск е свързана главно с нефтената индустрия. В града се разполагат „Татнефть“, „Татнефтепром“, „Булгарнефть“, „СМП-Нефтегаз“, Альметевски тръбен завод „АТЗ“ и други предприятия. Там започва магистралният нефтопровод „Дружба“ за Задгранична Европа – най-голямата в света система от магистрални нефтопроводи, преминават нефтопроводи за Нижни Новгород, Перм, Самара.
В града функционират Алметевският нефтен институт, Алметевският институт по муниципална служба и още 5 филиала на висши училища.